# Władysław Pokrzepa
Władysław Kazimierz Pokrzepa (ur. 1948 w Mzurowej, zm. 10 listopada 2002 w Kielcach) – polski nauczyciel, menedżer, samorządowiec.

## Życiorys
Ukończył Technikum Ekonomiczne w Kielcach i studia w Wyższej Szkole Nauk Społecznych przy KC PZPR. Na początku lat 80. podjął pracę w Zespole Szkół Budowlanych w Kielcach, zostając jego dyrektorem. Od 1985 zatrudniony był w przedsiębiorstwie budowlanym Exbud, w 1995 objął stanowisko dyrektora biura polityki kadrowej. W 2000 został członkiem zarządu Gdańskiego Przedsiębiorstwa Robót Drogowych. Z funkcji tej odwołany został pod koniec 2001.
Od 1979 do 1982 był zastępcą kierownika wydziału ekonomicznego Komitetu Wojewódzkiego PZPR. Należał do SLD. W 1998 został wybranym radnym I kadencji Sejmiku Województwa Świętokrzyskiego. W latach 2001–2002 był jego przewodniczącym, wcześniej pełnił funkcję wiceprzewodniczącego. W 2002 z listy SLD-UP uzyskał reelekcję, otrzymując 6312 głosów w okręgu nr 4 (11,71%).
W 2002, za wybitne zasługi w działalności na rzecz rozwoju budownictwa, odznaczony został Krzyżem Kawalerskim Orderu Odrodzenia Polski.
Zmarł 10 listopada 2002 w wyniku doznanego dwa tygodnie wcześniej rozległego udaru mózgu.